# Adventures of Lolo
Adventures of Lolo (яп.  アドベンチャーズ オブ ロロ) — видеоигра жанра головоломка, разработанная и выпущенная компанией HAL Laboratory (североамериканская версия выпущена отделением HAL America Inc.) эксклюзивно для игровой приставки NES в 1988 году для японского рынка, в 1989 году для североамериканского и в 1991 году для европейского. В 2007 году была переиздана для Virtual Console Wii. Является шестой игрой из серии Eggerland и второй на NES.

## Сюжет
Сюжет игры достаточно примитивен и типичен для игр тех лет. У главного героя — синего шарика с хвостиком и большими глазами по имени Лоло злобный король Тьмы (англ. King of Darkness) похитил возлюбленную — принцессу Лала. После долгих поисков Лоло наконец-то достигает замка злодея и теперь ему предстоит пройтись по многочисленным комнатам и этажам замка, одолеть приспешников негодяя и отвоевать Лалу у короля Тьмы.

## Геймплей
В плане игрового процесса игра представляет собой головоломку с элементами action. Игра разделена на 10 этажей, в каждом по пять локаций. Для прохождения каждого экрана необходимо, управляя принцем Лоло, выполнить набор определённых действий. Для начала надо собрать все находящиеся на экране сердечки (англ. Heart Frame), после чего откроется сундучок с ключом от следующего уровня. Затем взять ключ и, наконец, покинуть уровень через открывшуюся после взятия ключа дверь.
Каждая игровая локация представляет собой поле 11×11 ячеек, заполненное различными врагами и препятствиями. Некоторые враги просто стоят на месте и блокируют проход, другие стреляют в Лоло, как только он оказывается на одной линии с ними, третьи — стоят на месте, пока игрок не соберёт все сердечки, после чего начинают беспорядочное или целенаправленное движение по экрану. Покрытие ячеек локации также может отличаться, что по-разному влияет на игровой процесс, это может быть: трава, лава, песок, вода, камень, мост или дерево.
Большую роль в Adventures of Lolo играют так называемые изумрудные блоки (англ. Emerald Framer), которые можно передвигать по свободным клеткам локации, чтобы, например, освободить себе дорогу или заблокировать врага. Постоянного оружия у Лоло нет, однако он может получать возможность превращать врагов в яйца, собирая сердечки. Через какое-то время враг снова становится активным, однако, пока это не произошло, им можно заблокировать атаки стреляющих врагов или просто пробежать мимо него, не боясь быть атакованным, или же скинуть яйцо в воду, чтобы переплыть на нём в нужное место или просто перейти по нему на другой берег.
Кроме возможности превращать врагов в яйца, взятие сердечек может дать Лоло необходимые для прохождения игры навыки, например, возможность разбить непроходимый камень или возвести мост через ячейку с водой.

## Критика
Adventures of Lolo собрала в себя всё лучшее, что было в предыдущих играх серии. Оценки во всех рецензиях, как на оригинальную игру, так и на Wii-вариант, достаточно высоки. Средняя оценка игры, по данным базы игр MobyGames, составляет по пятибалльной шкале 3,7 для NES-версии и 4,0 для переизданного варианта на Wii. На популярном интернет-портале GameFAQs Adventures of Lolo на NES получила оценку 8,3/10 по мнению рецензентов и 8/10 по мнению посетителей портала, а Wii-реинкарнация — 7,7/10 по мнению посетителей.

### Рецензии
На оригинальную версию игры
- Англоязычный веб-сайт Hardcore Gaming 101 оценил Adventures of Lolo в 8 баллов из 10, назвав игру очень увлекательной, отметив, однако, что после первого прохождения интерес к ней практически исчезает[7].
- Другой англоязычный сайт, посвящённый консольным играм — Video Game Critic, поставил приключениям Лоло оценку B (по шкале от F- до A+). Игра была названа примечательной как в плане геймплея, так и в плане управления и музыкального сопровождения[8].

- Также довольно высокую оценку — 7/10, игра получила на сайте Game Freaks 365, в том числе: 4,5/10 за оригинальность концепта, 7/10 за графику и звук, 8/10 за фактор повторного прохождения и продолжительность игры и 8,5/10 за геймплей. Игра названа в рецензии хорошим выбором для всех любителей головоломок и NES-игр[9].
- На сайте Digital Press — Classic Video Games, посвящённом классическим видеоиграм, Adventures of Lolo была оценена в 6/10, из которых 8 баллов получили графика и музыка/звук и 5 баллов геймплей. По мнению рецензента, сложность некоторых уровней слишком высока, так что только самым терпеливым игрокам хватит выдержки пройти её полностью[10].

На вариант игры для Virtual Console-Wii
- На специализирующемся на видеоиграх для игровых систем Nintendo сайт NintendoLife в мартовской рецензии 2007 года Adventures of Lolo получила оценку 7 звёздочек из 10. По мнению рецензента, несмотря на простоту концепта, игра получилась весьма увлекательной за счёт оригинальных и увлекательных головоломок[11].
- Англоязычный новостной и информационный веб-сайт, освещающий тематику компьютерных игр — IGN, поставил «перерождённому» варианту игры оценку 8/10, в том числе: 7/10 за музыку и звук, 7,5/10 за продолжительность игры, 8/10 за геймплей и 8,5/10 за графику. Игровой процесс Adventures of Lolo был сравнён в рецензии с играми Solomon’s Key и Milon’s Secret Castle, однако, игра была названа намного увлекательнее всех подобных игр на NES[12].

## Прочие факты
- Многие уровни Adventures of Lolo являются практически точными копиями уровней игр-предшественников Eggerland: Souzouhe no Tabidachi и Eggerland: Meikyuu no Fukkatsu, вышедших на Family Computer Disk System[13].
- Игра с таким же названием вышла в марте 1994 года на Game Boy[14], однако сходство с NES-вариантом ограничивается только общим протагонистом.